# Félix Brissot

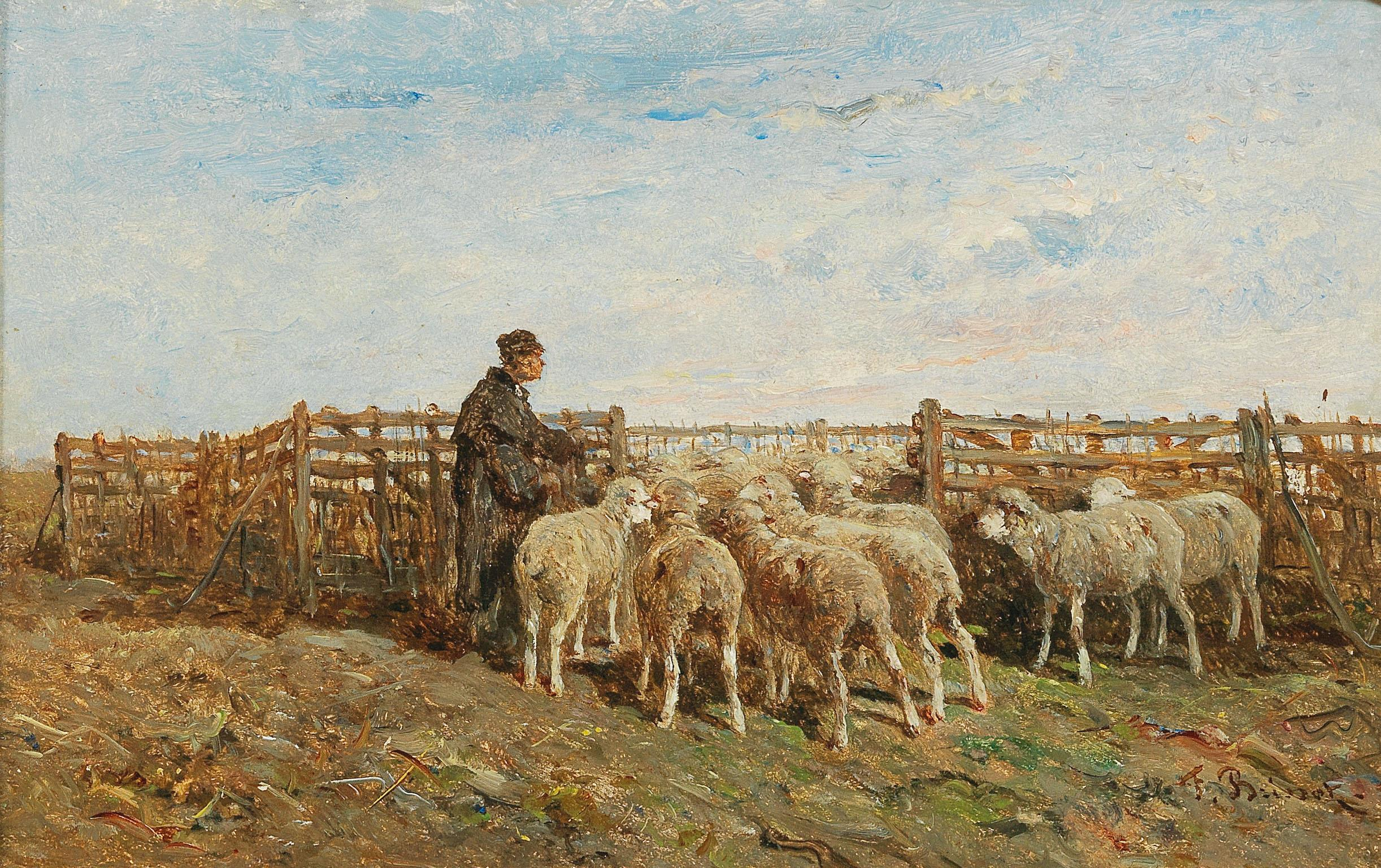
Abendliche Szene mit Schäfer und seiner Herde

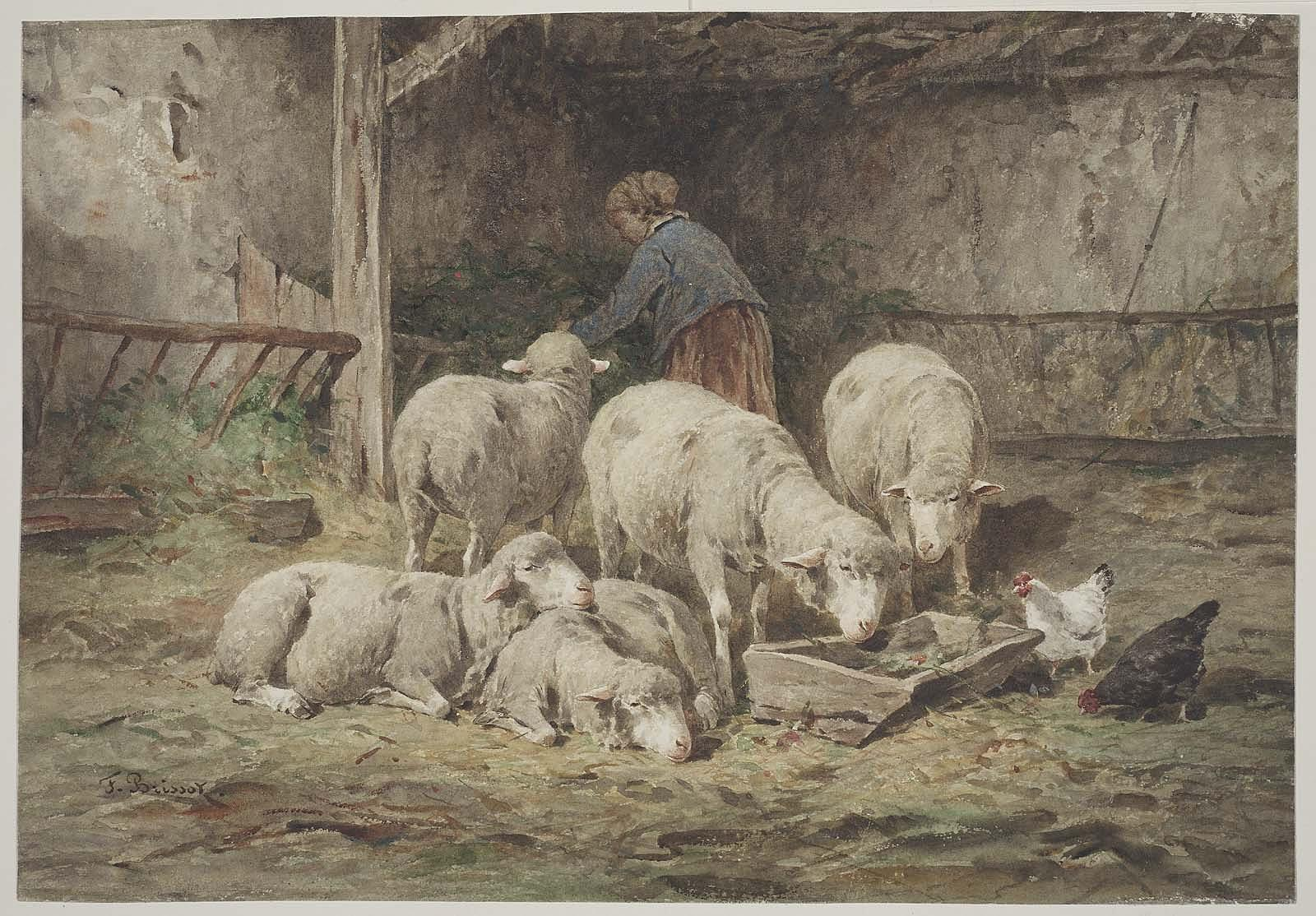
Fütterung der Schafe

Félix Saturnin Brissot de Warville (* 7. Mai 1818 in Véron; † 26. Juni 1892 in Versailles) war ein französischer Maler.

## Leben
Félix Brissot war ein Enkel von Jacques Pierre Brissot. Er studierte an der École nationale supérieure des beaux-arts de Paris bei Léon Cogniet. Er spezialisierte sich auf Landschafts- und Tierbilder und malte vorwiegend im Herzogtum Berry in der Umgebung von Compiègne und im Wald von Fontainebleau. Hier kam er mit den Malern von Barbizon in Kontakt.
Er war später auch Direktor der Museen des Palais von Compiègne.
Seine Werke befinden sich heute in französischen Museen sowie im Museum of Fine Arts, Boston, im Brooklyn Museum und im Museo Correale di Terranova in Sorrent.